# Gordio (re)
Gordio, nella mitologia greca, fu uno dei re di Frigia. Ma occorre tenere conto che nella mitologia i re di Frigia sono chiamati alternativamente Gordio e Mida.
È anche la denominazione eponima di una città frigia (Gordio, abitata dall'VIII al II secolo a.C. e sita presso l'attuale villaggio di Yassihüyük in Turchia), legata al famoso aneddoto dell'intricato nodo gordiano sciolto da Alessandro Magno.
Secondo Hazel e Grant è invece padre di Mida che ebbe dall'unione con una ragazza di Telemesso (in Licia, città i cui abitanti si diceva avessero doni profetici) che gli aveva consigliato di sacrificare l'aquila che per tutto il giorno era rimasta sul suo aratro.

## Gordio, un re per caso
Il primo Gordio nel mito era un fattore. Quando un'aquila si posò sul suo aratro Gordio interpretò il fatto come il segno che un giorno sarebbe diventato re. L'oracolo di Sabazio (identificato dai Greci con Zeus) confermò il suo destino futuro nella seguente maniera: i Frigi, trovandosi senza sovrano, consultarono l'oracolo ed ebbero come responso che avrebbero dovuto eleggere come re il primo uomo che fosse salito al tempio con un carro. Fu così che apparve il fattore Gordio, sul suo carretto guidato da buoi.

### Il fondatore eponimo
Gordio fondò l'omonima città di Gordio, che divenne la capitale della Frigia. Il suo carro venne conservato nell'acropoli della città. Il suo giogo venne assicurato con un intricatissimo nodo detto da allora "nodo di Gordio", o "nodo gordiano". La leggenda voleva che chiunque fosse riuscito a sciogliere quel nodo sarebbe diventato signore dell'Asia ovvero dell'allora territorio dell'Anatolia. Invece, nel 333 a.C., Alessandro Magno tagliò il nodo a metà con la sua spada. Da allora l'espressione "nodo gordiano" designa una difficoltà insormontabile, che è risolvibile solo con un'estrema risolutezza (come appunto fece Alessandro, che invece di slacciarlo lo spezzò con un fendente).

## La discendenza dinastica
Gordio fu anche il nome di un successivo re della Frigia, padre con Eurinome di Adrasto. Adrasto uccise involontariamente suo fratello e dovette rifugiarsi nella regione della Licia, ottenendo ospitalità e purificazione da Creso. Morì suicida alla corte di Creso per averne ucciso il figlio, ancora una volta involontariamente, durante una battuta di caccia.